# Lipki Wielkie
Lipki Wielkie (prononciation : [ˈlipki ˈvjɛlkʲɛ]) est un village polonais de la gmina de Santok dans le powiat de Gorzów de la voïvodie de Lubusz dans l'ouest de la Pologne.

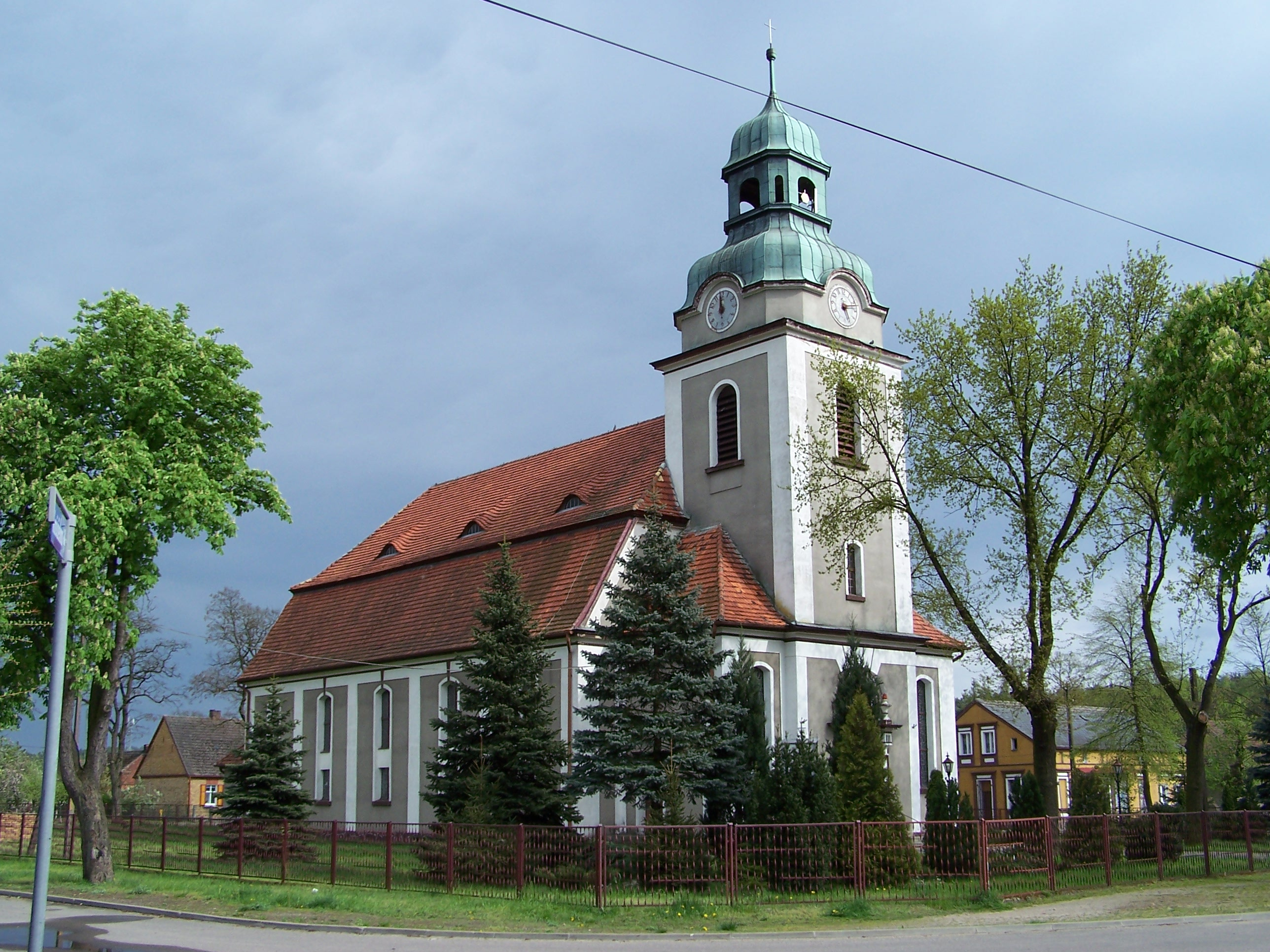
Église de Lipki Wielkie

Il se situe à environ 8 kilomètres à l'est de Santok (siège de la gmina) et 19 kilomètres à l'est de Gorzów Wielkopolski (siège du powiat).
Le village compte approximativement une population de 1262 habitants en 2009.

## Histoire
Avant 1945, ce village était sur le territoire allemand. (voir Évolution territoriale de la Pologne)
De 1975 à 1998, le village appartenait administrativement à la voïvodie de Gorzów.

Depuis 1999, il appartient administrativement à la voïvodie de Lubusz